# 鳥沢郵便局
鳥沢郵便局（とりさわゆうびんきょく）は、山梨県大月市にある郵便局。民営化前の分類では無集配特定郵便局であった。

## 概要
住所：〒409-0502 山梨県大月市富浜町鳥沢395-2
かつては集配郵便局であったが、2006年（平成18年）に集配業務を上野原郵便局へ移管し無集配郵便局となった。

## 沿革
- 1872年8月4日（明治5年7月1日） - 下鳥沢（しもとりさわ）郵便取扱所として開設[1]。
- 1874年（明治7年） - 鳥沢郵便取扱所に改称。
- 1875年（明治8年）1月1日 - 鳥沢郵便局となる。
- 1875年（明治8年）5月 - 富浜（とみはま）郵便局に改称。
- 1885年（明治18年）10月1日 - 貯金取扱を開始。
- 1886年（明治19年）4月10日 - 貯金取扱を廃止。
- 1888年（明治21年）12月12日 - 鳥沢郵便局に改称。
- 1896年（明治29年）10月16日 - 貯金取扱を開始。
- 1899年（明治32年）11月1日 - 為替取扱を開始。
- 1967年（昭和42年）6月20日 - 電話交換および和文電報配達業務を大月電報電話局に移管[2]。
- 2006年（平成18年）10月30日 - 上野原郵便局へ集配業務を移管、無集配局となる[3]。
- 2007年（平成19年）10月1日 - 民営化。
- 2012年（平成24年）10月1日 - 日本郵便株式会社発足。

## 取扱内容
- 郵便、印紙、ゆうパック、内容証明
- 貯金、為替、振替、振込、国際送金、国債
- 生命保険、バイク自賠責保険
- ゆうちょ銀行ATM

## 周辺
- 大月市役所富浜出張所
- 大月市立鳥沢小学校
- 大月市立富浜中学校
- 福地八幡神社
- 桂川

## アクセス
- JR中央本線 鳥沢駅から西へ約200m（徒歩約2分）
- 富士急バス 鳥沢駅前停留所下車
- 中央自動車道 大月ICから東へ約9km、上野原ICから西へ約13km
- 国道20号沿い
- 駐車場あり：3台